# Wario Blast: Featuring Bomberman!
Wario Blast: Featuring Bomberman! è un videogioco per Game Boy pubblicato nel 1994 in Nordamerica e nel 1995 in Europa da Nintendo e sviluppato da Hudson Soft. Si tratta di un gioco crossover tra il franchise di Wario e di Bomberman.
Il gioco è in realtà una versione modificata di Bomberman GB (ボンバーマンGB?), videogioco pubblicato solo in Giappone nel 1994 che non conteneva Wario in nessuna forma.

## Trama
Un giorno, Wario arriva nel mondo di Bomberman e, avido com'è, decide di conquistarlo e farlo suo. Bomberman è l'unico che può fronteggiare Wario e riportare l'equilibrio nel suo mondo.

## Modalità di gioco
L'obiettivo del gioco è semplice, bisogna solamente eliminare i nemici per passare al livello successivo. Questa meccanica viene mantenuta per tutto il gioco e non cambia mai. La visuale è dall'alto. Per scovare dei power-up bisogna far saltare in aria i muri. Il giocatore può scegliere se utilizzare Wario o Bomberman, con l'unica differenza nel tipo di nemici (Bomberman nel primo caso e cloni di Wario nel secondo). Il gioco utilizza un sistema di password per salvare i progressi.

## Connettività
Questo gioco fa parte della serie limitata di giochi compatibili con il Super Game Boy, periferica che connette il Super Nintendo al Game Boy. I miglioramenti offerti da questa periferica sono una cornice a tema intorno allo schermo della TV, grafica a colori, suoni migliorati e una modalità multigiocatore.